# Basquetebol nos Jogos da Ásia Oriental de 2009
As competições de basquetebol nos Jogos da Ásia Oriental de 2009 aconteceram entre 2 e 11 de dezembro. Dois torneios foram disputados.

## Calendário
| Dezembro | 2 | 3 | 4 | 5 | 6 | 7 | 8 | 9 | 10 | 11 | 12 | 13 | Finais |
| -------- | - | - | - | - | - | - | - | - | -- | -- | -- | -- | ------ |
| Basquete |   |   |   |   |   |   |   |   |    | 2  |    |    | 2      |

## Quadro de medalhas
| Ordem | País          | Medalha de ouro | Medalha de prata | Medalha de bronze |   |
| ----- | ------------- | --------------- | ---------------- | ----------------- | - |
| 1     | China         | 1               |                  |                   | 1 |
| 2     | Coreia do Sul | 1               |                  |                   | 1 |
| 3     | Taipé Chinesa |                 | 2                |                   | 2 |
| 3     | Japão         |                 |                  | 2                 | 2 |
| TOTAL | TOTAL         | 2               | 2                | 2                 | 6 |

## Medalhistas
| Evento    | Ouro              | Prata            | Bronze    |
| Masculino | KOR Coreia do Sul | TPE Taipé Chinês | JPN Japão |
| Feminino  | CHN China         | TPE Taipé Chinês | JPN Japão |

## Resultados

### Masculino

#### Primeira fase
| Grupo A | Grupo A       |
| ------- | ------------- |
| 1       | China         |
| 2       | Taipé Chinesa |
| 3       | Macau         |
| 4       | Mongólia      |

| Taipé Chinesa | 118-59 | Macau         |
| China         | 111-77 | Mongólia      |
| Macau         | 36-107 | China         |
| Mongólia      | 94-132 | Taipé Chinesa |
| Macau         | 92-89  | Mongólia      |
| Taipé Chinesa | 48-76  | China         |

| Grupo B | Grupo B       |
| ------- | ------------- |
| 1       | Japão         |
| 2       | Coreia do Sul |
| 3       | Hong Kong     |
| 4       | Guam          |

| Japão     | 74-66  | Coreia do Sul |
| Hong Kong | 94-62  | Guam          |
| Guam      | 54-104 | Japão         |
| Hong Kong | 69-92  | Japão         |
| Guam      | 72-121 | Coreia do Sul |

#### Segunda fase
|  | Semifinais    | Semifinais    |    |        | Final          | Final |  |
|  |               |               |    |        |                |       |  |
|  | 8/dez         |               |    |        |                |       |  |
|  | China         | 59            |    |        |                |       |  |
|  | Coreia do Sul | 91            |    |        |                |       |  |
|  |               |               |    |        |                |       |  |
|  |               |               |    |        | 11/dez         |       |  |
|  |               |               |    |        | Coreia do Sul  | 98    |  |
|  |               | Taipé Chinesa | 97 |        |                |       |  |
|  |               |               |    |        |                |       |  |
|  |               |               |    |        |                |       |  |
|  |               |               |    |        | Terceiro lugar |       |  |
|  | 8/dez         | 8/dez         |    | 11/dez | 11/dez         |       |  |
|  | Japão         | 67            |    | China  | 71             |       |  |
|  | Taipé Chinesa | 69            |    |        | Japão          | 79    |  |

### Feminino

#### Primeira fase
| Grupo único | Grupo único   |
| ----------- | ------------- |
| 1           | Taipé Chinesa |
| 2           | China         |
| 3           | Japão         |
| 4           | Coreia do Sul |
| 5           | Hong Kong     |

| China         | 69-61  | Taipé Chinesa |
| Coreia do Sul | 60-91  | Japão         |
| Japão         | 59-54  | China         |
| Taipé Chinesa | 112-47 | China         |
| Japão         | 63-76  | Taipé Chinesa |
| Hong Kong     | 51-102 | Coreia do Sul |
| China         | 78-62  | Coreia do Sul |
| Japão         | 125-41 | Hong Kong     |
| Coreia do Sul | 56-91  | Taipé Chinesa |
| Hong Kong     | 31-117 | China         |

#### Segunda fase
|  | Semifinais    | Semifinais |    |               | Final          | Final |  |
|  |               |            |    |               |                |       |  |
|  | 8/dez         |            |    |               |                |       |  |
|  | Taipé Chinesa | 78         |    |               |                |       |  |
|  | Coreia do Sul | 58         |    |               |                |       |  |
|  |               |            |    |               |                |       |  |
|  |               |            |    |               | 11/dez         |       |  |
|  |               |            |    |               | Taipé Chinesa  | 58    |  |
|  |               | China      | 83 |               |                |       |  |
|  |               |            |    |               |                |       |  |
|  |               |            |    |               |                |       |  |
|  |               |            |    |               | Terceiro lugar |       |  |
|  | 8/dez         | 8/dez      |    | 11/dez        | 11/dez         |       |  |
|  | Japão         | 77         |    | Coreia do Sul | 77             |       |  |
|  | China         | 79         |    |               | Japão          | 86    |  |